# 香球蘭
香球蘭（学名：Polystachya neobenthamia）為蘭科多穗蘭屬下的一種草本地生蘭。由於原生於非洲坦尚尼亞，故又名非洲香球蘭。香球蘭為瀕臨絕種野生動植物國際貿易公約下受保護之野生植物。

## 圖示

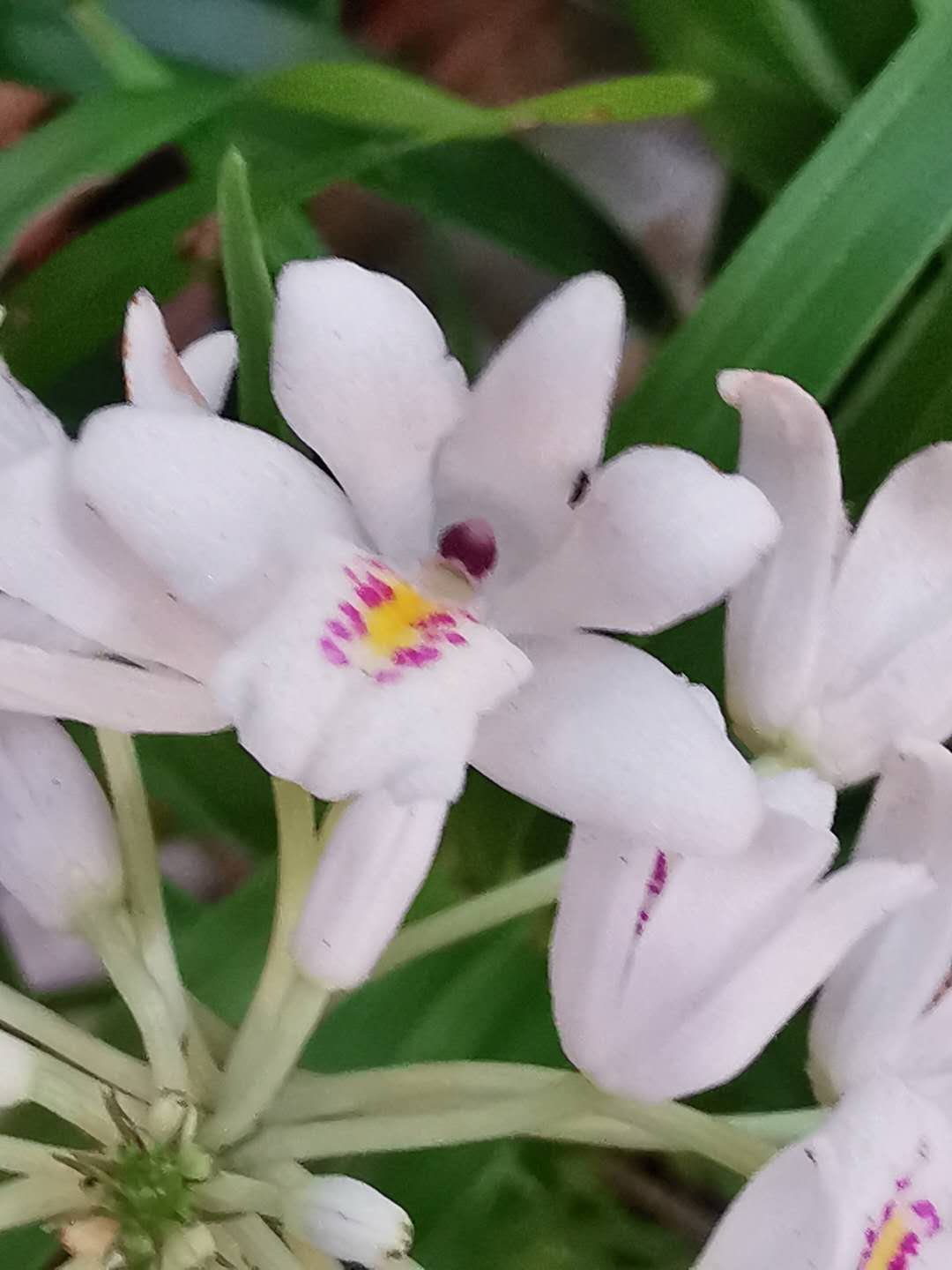
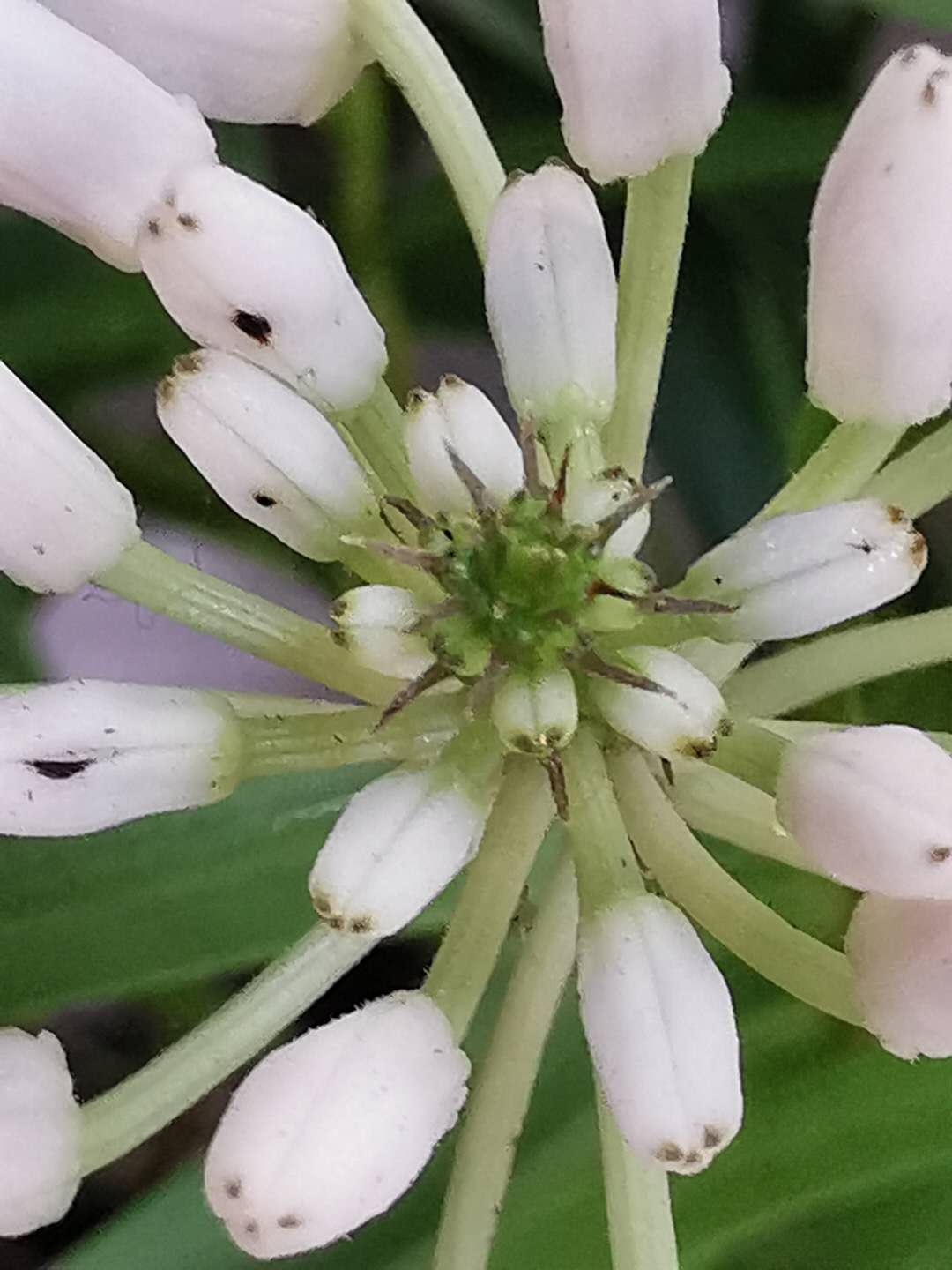
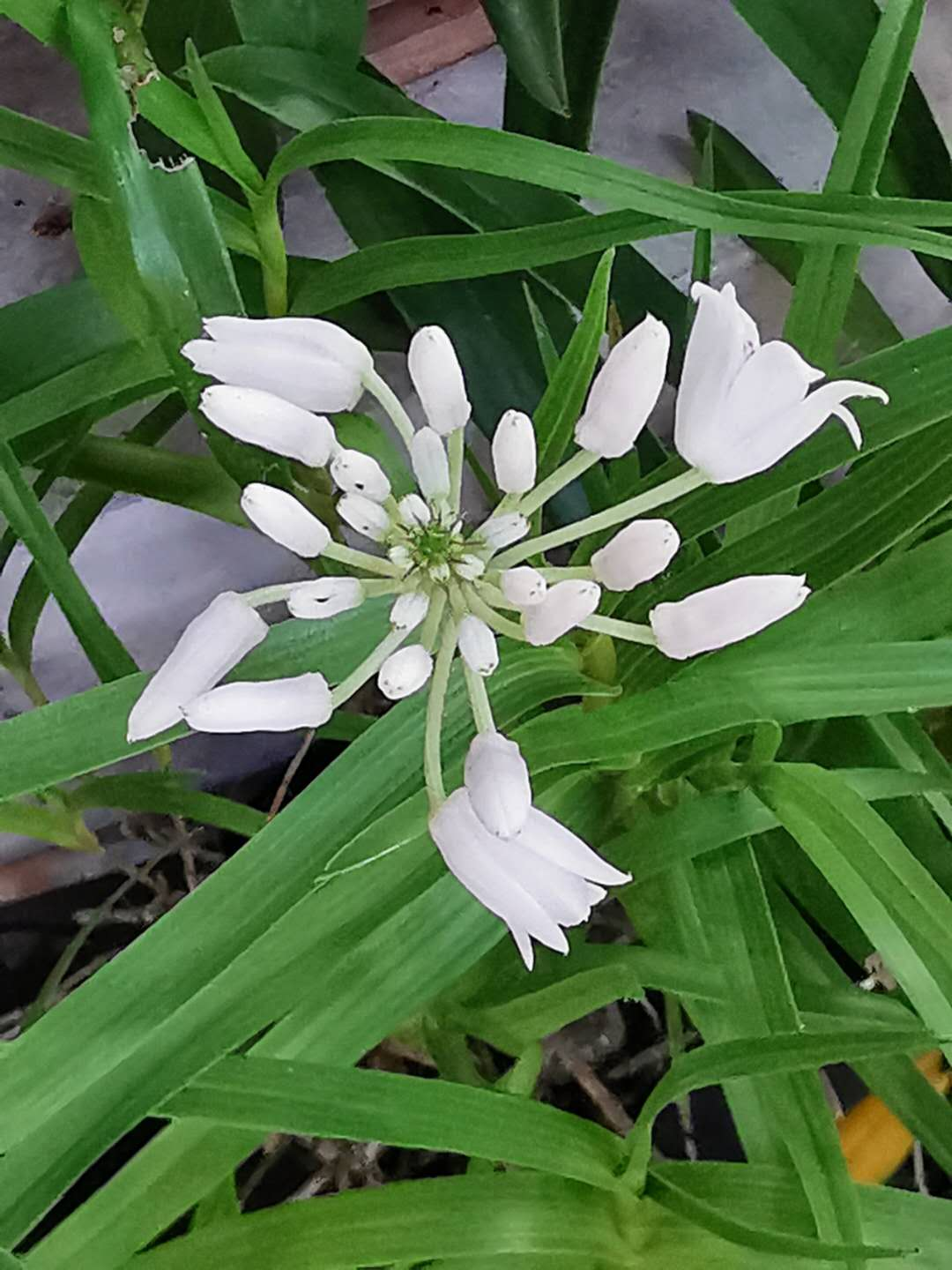
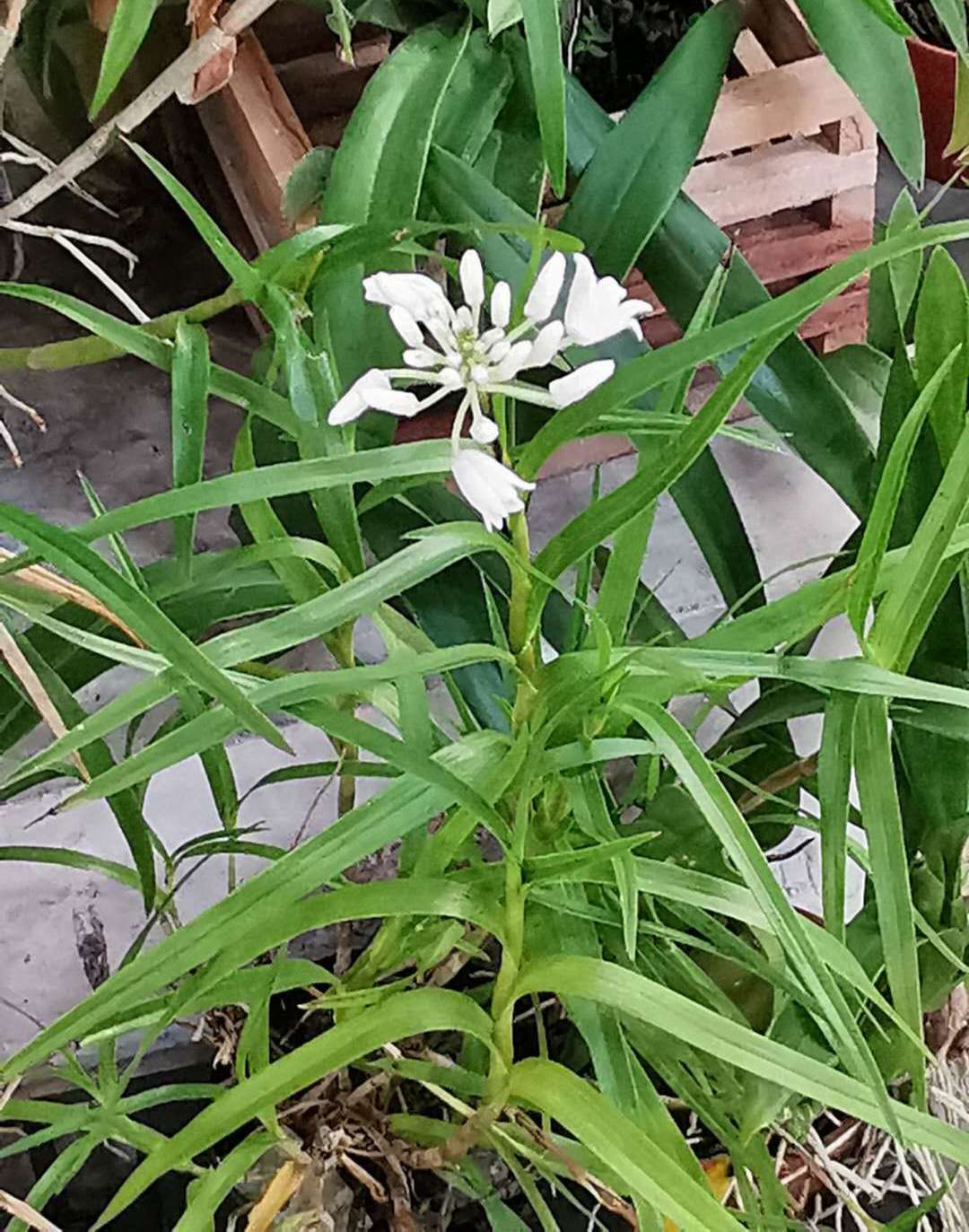

## 學名
香球蘭原始學名為Neobenthamia gracilis Rolfe (1891)，是Neobenthamia屬下唯一的一個種。為向英國植物學家喬治·邊沁致敬，屬名源自其姓氏Bentham。姓氏前加上Neo（新）是因之先已經以其姓氏作過其它蘭花的屬名Benthamia。至於種小名gracile（纖細），則在指出該種莖細長的外觀特質。目前已經歸類在多穗蘭屬下。

## 特徵
香球蘭，如其名，是一種會釋放香氣、花序如球狀的蘭花。花序頂生，由許多小花密生而成，花球直徑約4至6公分，甚至可達12公分，生命力強，可持續一個月而不凋謝。花期長達四、五個月，由冬至春。萼片與花瓣同為白色，兩者長度差距不大，花瓣稍寬。白色唇瓣中央呈黃色帶狀，兩側伴有粉紫色斑塊。莖細長直立，密生，高約50至120公分，甚至可達200公分。葉細長為線狀披針形，長約10至25公分。

## 受保護狀態
香球蘭為瀕臨絕種野生動植物國際貿易公約下受保護之野生植物。目前登錄在其附錄二（Appendix II）裡。附錄二囊括的是沒有立即的滅絕危機，但需管制交易情況以避免影響到其存續的物種。如果這類物種的族群數量降低到一定程度，則會被改置入附錄一以進行全面的貿易限制保護。

### 引用
1. 1 2  . （原始内容存档于2020-05-14）. （页面存档备份，存于）
2. 1 2  . （原始内容存档于2020-07-20）. （页面存档备份，存于）

### 來源
- .   [2020-03-05]. （原始内容存档于2020-05-14） （英语）. （页面存档备份，存于）
- .   [2020-03-05]. （原始内容存档于2020-07-20） （法语）. （页面存档备份，存于）
- （中文）.

## 延伸閱讀
- 維基物種上的相關：香球蘭
- 维基共享资源上的相關多媒體資源：香球蘭